# ریوتا ناگاتا
ریوتا ناگاتا (انگلیسی: Ryota Nagata؛ زادهٔ ۱۷ مهٔ ۱۹۸۵) بازیکن فوتبال اهل ژاپن است.
از باشگاه‌هایی که در آن بازی کرده‌است می‌توان به باشگاه فوتبال ساگان توسو اشاره کرد.